# Волынщина (село)
Волынщина — село в Безводовском сельском поселении Кузоватовского района Ульяновской области. 

## География
Находится на реке Малая Свияга на расстоянии примерно 6 километров по прямой на восток от районного центра поселка Кузоватово.

## История
В 1913 в селе было дворов 153, жителей 884 и церковь со школой. В поздний советский период работал колхоз «Борец за мир».

## Население
Население составляло 803 человека в 2002 году (94% русские), 643 по переписи 2010 года.